# Georg Bertram (Theologe)
Georg Bertram (* 14. März 1896 in Charlottenburg; † 4. Januar 1979 in Wetzlar) war ein deutscher evangelischer Theologe und Hochschullehrer für Neues Testament.

## Leben
Bertram studierte nach dem Erreichen der Hochschulreife Evangelische Theologie und wurde zum Pfarrer ordiniert. Zunächst war er Militärhilfsgeistlicher. Nach der Vorlage einer Dissertation zu einem Thema aus dem Fachgebiet Neues Testament wurde er zum Doktor der Evangelischen Theologie promoviert. Im Jahre 1925 erhielt er eine Professur in Gießen. Er übernahm die völkisch-nationalistischen Positionen und trat dem NS-Lehrerbund und dem NS-Dozentenbund bei. In einem Aufsatz zur „Aufklärung über die Judenfrage“ schrieb er 1943 u. a.: „Solange das Judentum besteht, haben sich die Völker … gegen das jüdische Parasitentum gewehrt.“ Im Jahre 1939 erklärte er seine Mitarbeit am Institut zur Erforschung und Beseitigung des jüdischen Einflusses auf das deutsche kirchliche Leben, dessen wissenschaftliche Leitung er 1943 übernahm.
Das Institut stand in enger Beziehung zu anderen wissenschaftlichen Einrichtungen, die sich der Gegnerforschung für die rassisch-orientierte NS-Politik verpflichtet hatten, so das Reichsinstitut für Geschichte des Neuen Deutschlands mit einer Abteilung Judenforschung, in der der Tübinger Neutestamentler Gerhard Kittel und der spätere Heidelberger Neutestamentler und Qumranforscher Karl Georg Kuhn aktiv antisemitisch tätig waren, und das Institut zur Erforschung der Judenfrage in Frankfurt. Das Institut verstand sich als Teil dieses wissenschaftlichen Engagements („Kampfes“) auf explizit rassisch-biologistischer Grundlage (Einfluss von Hans F. K. Günther). Bertram trat die Nachfolge von Walter Grundmann an. Ziele der genannten miteinander kooperierenden Einrichtung waren: die „Ausschaltung des Judentums“ und die „endgültige Lösung der Judenfrage“. Inwieweit Bertram über die Ermordung der Juden Europas informiert war, ist nicht sicher festzustellen. Jedenfalls war Bertram über die Mitteilungen in der Zeitschrift Weltkampf (ab 1941 wissenschaftliche Vierteljahresschrift des Instituts zur Erforschung der Judenfrage) detailliert über die eskalierende Entrechtung, Ghettoisierung und „Umsiedlung“ des europäischen Judentums informiert.
Bertram publizierte seine antisemitischen Auslassungen u. a. in der Zeitschrift „Der SA-Führer“. Bertram schrieb im März 1944 im Bericht des Instituts: „»Dieser Krieg ist der Kampf des Judentums gegen Europa.« Dieser Satz enthält eine Wahrheit, die sich bei der Forschungsarbeit des Institutes immer neu bestätigt. Dabei ist diese Arbeit nicht nur auf frontalen Angriff eingestellt, sondern auch auf die Festigung der inneren Front für Angriff und Abwehr gegen all das heimliche Judentum und jüdische Wesen, das im Laufe der Jahrhunderte in die abendländische Kultur eingesickert ist, (…) so hat das Institut neben der Erforschung und Beseitigung des jüdischen Einflusses die positive Aufgabe und Erkenntnis des eigenen germanischen christlichen deutschen Wesens und der Gestaltung des frommen deutschen Lebens aufgrund dieser Erkenntnis.“
Aus heutiger Sicht erstaunt, dass Bertram nach 1945 zunächst die Weiterführung des Instituts durch die thüringische Landeskirche erwirken wollte, was aber nicht gelang. Seit 1947 war er wieder Pfarrer und seit 1955 Dozent für theologische Fächer an der Johann Wolfgang Goethe-Universität Frankfurt am Main.
In der Sowjetischen Besatzungszone wurde Bertrams Christus für uns (1937), in der Deutschen Demokratischen Republik sein Volkstum und Menschheit im Lichte der Heiligen Schrift (1937) auf die Liste der auszusondernden Literatur gesetzt.

## Werke

### Eigene Werke
- Theologische Thesen … zur Erwerbung des Grades eines Lizentiaten der Theologie; Berlin, (1921)
- Die Leidensgeschichte Jesu und der Christuskult. Eine formgeschichtliche Untersuchung; Göttingen: Vandenhoeck & Ruprecht, 1922
- Neues Testament und historische Methode. Bedeutung und Grenzen historischer Aufgaben in der neutestamentlichen Forschung; Tübingen: J. C. B. Mohr, 1928
- Volk und Staat im Neuen Testament. In: Volk. Staat. Kirche. Ein Lehrgang der Theologischen Fakultät Gießen. Verlag von Alfred Töpelmann, Gießen 1933.
- Reichskirche und Bekenntnis; Darmstadt: Evangelische Landeskirche Nassau-Hessen, 1935
- Volkstum und Menschheit im Lichte der Heiligen Schrift; Bonn: Bonner Universitäts Buchdruckerei, 1937
- Christus für uns. Das Christuszeugnis des Neuen Testaments im Wirken und Leiden Jesu; Bonn: Bonner Universitäts Buchdruckerei, 1937

### Als Herausgeber und Ko-Autor
- Georg Bertram (Hrsg.): Festgabe des Akademisch-theologischen Vereins zu Giessen im Schmalkaldener Kartell anlässlich seines 50. Stiftungstages; Leipzig: J. C. Hinrichs, 1930
- Georg Rosen: Juden und Phönizier. Das antike Judentum als Missionsreligion und die Entstehung der jüdischen Diaspora; neu bearbeitet und erweitert von Friedrich Rosen und Georg Bertram; Tübingen: J. C. B. Mohr, 1929
- Hans Schmidt, Georg Bertram, Heinrich Frick, Leopold Cordier: Aus dem Gießener Universitätsgottesdienst: 4 Predigten; Gießen: A. Töpelmann, 1927